# Alfred Mazure
Alfred Leonardus (Alfred) Mazure (Nijmegen, 8 september 1914 – Londen, 16 februari 1974) was een Nederlandse striptekenaar, filmregisseur, kunstenaar en avonturier. Mazure is bekend geworden door het uitgeven van de serie stripboekjes over de particuliere detective Dick Bos, die de misdaad op harde maar eerlijke wijze bestrijdt.

## Biografie
Mazure werd geboren in Nijmegen. Na gestopt te zijn met de middelbare school, trok hij begin jaren dertig de wereld in. Hij reisde met enkele vrienden naar Duitsland en de Balkan. Deze reis financierde hij door de tekeningen van de reis te verkopen aan de Haagsche Post. De volgende jaren trok Mazure over de Donau, door Turkije en Noord-Afrika.
In 1938 kwam Mazure terug naar Nederland. Hij ging als illustrator en tekenaar werken voor het weekblad De Prins (1938) en in het bijbehorende jeugdblad, Jeugdland. Hier tekende hij een tekststrip over een jonge indiaan: Buikje Roodhuid's Wondere Verhalen.

### Dick Bos
In juli 1940, kort na het begin van de Tweede Wereldoorlog, begon Mazure met de strips over Dick Bos. De verhalen kenmerkten zich door veel vechtscènes. Op de laatste bladzijden werd de lezer duidelijk hoe Bos het misdrijf had opgelost. De eerste albums verkochten nog niet goed, maar nadat enkele exemplaren bij scholen werden uitgedeeld, steeg de populariteit van Dick Bos al snel tot grote hoogte.

### Vermeende collaboratie
Mazure kwam in de oorlog in een lastig parket: de Duitse bezetter wilde dat hij van Bos een SS'er maakte. Bos zou zowel aan het front moeten strijden als tegen de zwarte handel. De auteur werd een miljoenenoplage beloofd en een blanco contract voorgespiegeld. Mazure, die warme sympathieën had voor het verzet, wilde daar niet van horen. Letterlijk zei hij: "Mijne heren, ik geloof niet dat een SS-uniform mijn held goed zou staan." Hij weigerde het hem geboden geld en kort daarop mochten de boekjes niet meer uitgebracht en verkocht worden. In zijn woonplaats Wassenaar werkte hij in de gaarkeukens, maar hij werkte daarnaast ook voor het verzet door tekeningen en films te maken. Mazure legde zich tevens toe op film maken, wat door het uitblijven van succes hem na de oorlog noodzaakte een wurgcontract met zijn uitgever af te sluiten.
Aan het eind van de jaren veertig werden strips door het Nederlandse ministerie van Onderwijs, Kunsten en Wetenschappen in de ban gedaan vanwege het "verderfelijke karakter voor de jeugd". In een rondschrijven riep het ministerie scholen op de verspreiding van beeldromans (strips) tegen te gaan. In het tijdschrift OVN werden strips "vergif voor de jeugd" genoemd. Toen eind 1948 een 16-jarige jongen zijn 15 jaar oude vriendin ombracht, legden de media de schuld bij stripverhalen.
Een jaar eerder al was Mazure naar Londen verhuisd, omdat het filmen hem onmogelijk werd gemaakt en omdat hij ten onrechte op een lijst van "foute Nederlanders" was terechtgekomen. Daar pakte hij met succes zijn werk als illustrator weer op. Zo tekende hij tussen 1954 en 1957 de strip Romeo Brown voor de krant Daily Mirror. In 1974 overleed Mazure in Londen op 59-jarige leeftijd.

## Filmografie
Mazure draaide ook drie films rond Dick Bos: Inbraak (1942), Valsch geld (1943) en Moord in het modehuis (1946). Vlak na de oorlog maakte Mazure een nieuwe film, Ten hoogste negen jaren, met zichzelf in de hoofdrol, maar de film haalde de bioscoop niet.

## Status
Dick Bos was medio 20e eeuw een enorme held en de kleine Dick Bos-boekjes waren zeer gewild. In 2004 werd een documentaire over Dick Bos en zijn schepper door de regisseurs Paul Verhoeven en Jan Bosdriesz uitgebracht. Het resultaat, Dick Bos weer in aktie, werd op 1 mei 2005 uitgezonden in AVRO's Close Up en is regelmatig vertoond op het digitale themakanaal NostalgieNet.
- Biografisch Portaal: 04131854
- Digitale Bibliotheek voor de Nederlandse Letteren: mazu001
- Gemeinsame Normdatei: 127282998
- International Standard Name Identifier: 0000 0000 5490 951X
- Library of Congress Control Number: no2009019632
- Nederlandse Thesaurus van Auteursnamen: 071283773
- RKD-Nederlands Instituut voor Kunstgeschiedenis: 54271
- Virtual International Authority File: 57630541
- WorldCat: E39PBJxRym77p6g7Qrt7QyDrMP